# Zabrody (Olchówka)
Zabrody – przysiółek wsi Olchówka w Polsce, położony w województwie podlaskim, w powiecie hajnowskim, w gminie Narewka, ok. 2 km od wsi Olchówka, przy drodze z Olchówki do Siemianówki. Przysiółek zamieszkuje głównie ludność prawosławna pochodzenia białoruskiego.
W latach 1975–1998 przysiółek administracyjnie należał do województwa białostockiego.
8 lipca 1941 wieś została spacyfikowana przez oddziały niemieckie. Ludność została wypędzona do wsi Rafałki. Zabudowania zostały zrabowane i spalone.
Wierni kościoła rzymskokatolickiego należą do parafii św. Jana Chrzciciela w Narewce.